# Јонска пумпа
Јонска пумпа (позната и као јонска пумпа за распршивање) је врста вакуум пумпе која ради распршивањем металног геттера. У идеалним условима, јонске пумпе су способне да достигну притисак од чак 10−11 mbar.
Јонска пумпа прво јонизује гас унутар посуде за коју је причвршћена и користи јак електрични потенцијал, обично 3–7 кВ, који убрзава јоне у чврсту електроду. Мали комадићи електроде се распршују у комору. Гасови су заробљени комбинацијом хемијских реакција са површином високореактивног распршеног материјала и физички су заробљени испод тог материјала.

## Принцип рада
Основни елемент уобичајене јонске пумпе је Пенингова замка. Усковитлани облак електрона произведен електричним пражњењем привремено је ускладиштен у анодном подручју Пенингове замке. Ови електрони јонизују долазне атоме и молекуле гаса. Настали вртложни јони се убрзавају да ударе у хемијски активну катоду (обично од титанијума). При удару, убрзани јони ће или бити затрпани унутар катоде или ће распршити катодни материјал на зидове пумпе. Свеже распршени хемијски активни материјал катоде делује као хватач који затим евакуише гас и хемисорпцијом и физиорпцијом, што резултира нето пумпним дејством. Инертни и лакши гасови, као што су He и H2, имају тенденцију да не прскају и апсорбују се физичком апсорпцијом. Неки део енергетских јона гаса (укључујући гас који није хемијски активан са материјалом катоде) може да удари у катоду и добије електрон са површине, неутралишући га док се одбија. Ови повратни енергетски неутрали су закопани у изложеним површинама пумпе.
И брзина пумпања и капацитет таквих метода хватања зависе од специфичне врсте гаса који се сакупља и материјала катоде који га апсорбује. Неке врсте, као што је угљен моноксид, ће се хемијски везати за површину катодног материјала. Други, као што је водоник, ће дифундовати у металну структуру. У претходном примеру, брзина пумпе може пасти како материјал катоде буде обложен. У последњем, брзина остаје фиксна брзином којом водоник дифундује.

## Врсте
Постоје следећи типови јонских пумпи:

### Конвенционална или стандардна диодна пумпа
Конвенционална или стандардна диодна пумпа, је тип јонске пумпе која се користи у процесима високог вакуума и која садржи само хемијски активне катоде, за разлику од племенитих диодних пумпи. Код ових пумписе разликују се два подтипа:  
- Јонска пумпа за распршивање кориссти, једну или више шупљих анода које се постављају између две катодне плоче, са интензивним магнетним пољем паралелним са осом анода како би се повећала путања електрона у анодним ћелијама.[тражи се извор]
- Орбитронска вакуум јонска пумпа, у којој, електрони путују по спиралним орбитама између централне аноде, обично у облику цилиндричне жице или шипке, и спољашње или граничне катоде, углавном у облику цилиндричног зида или кавеза. Орбита електрона се постиже без употребе магнетног поља, иако се може користити и слабо аксијално магнетно поље.

### Племенита диодна пумпа
Племенита диодна пумпа је тип јонске пумпе која се користи у апликацијама високог вакуума која користи и хемијски реактивну катоду, као што је титан, и додатну катоду састављену од тантала. Тантална катода служи као структура кристалне решетке високе инерције за рефлексију и закопавање неутралних елемената, повећавајући ефикасност пумпања јона инертног гаса. Пумпање повремено великих количина водоника племенитим диодама треба да се ради са великом пажњом, јер би се водоник током месеци могао поново емитовати из тантала.

## Намена
Јонске пумпе се обично користе у системима са ултра високим вакуумом (УВВ) , јер могу да постигну коначни притисак мањи од 10-11 mbar.  За разлику од других уобичајених вакуум пумпи, као што су турбомолекуларне пумпе и дифузионе пумпе, јонске пумпе немају покретне делове и не користе уље, те су стога чисте и мало се одржавају.Такође оне не производе вибрације, што је важан фактор при раду са микроскопима за скенирање сонде .